# 多蘿西亞·索菲 (什勒斯維希-霍爾斯坦-森訥堡-格呂克斯堡)
多蘿西亞·索菲（德語：Dorothea Sophie，1636年9月28日—1689年8月6日），布蘭登堡選侯夫人，什勒斯維希-霍爾斯坦-森訥堡-格呂克斯堡公爵菲利普的女兒。

## 家庭
1653年，多蘿西亞·索菲和不倫瑞克-呂訥堡公爵克里斯蒂安·路德維希結婚，兩人沒有子女。
克里斯蒂安·路德維希於1665年去世。1668年，多蘿西亞·索菲和布蘭登堡選侯腓特烈·威廉結婚，兩人共有4子2女：
1. 菲利普·威廉（1669年—1711年）
2. 瑪麗亞·艾瑪莉亞（1670年—1739年）
3. 阿爾布雷希特·腓特烈（1672年—1731年）
4. 卡爾·菲利普（1673年—1695年）
5. 伊莉莎白·索菲（1674年—1748年）
6. 克里斯蒂安·路德維希（1677年—1734年）